# あきら (イラストレーター)
あきら（女性、4月2日 -）は、日本のフリーのイラストレーター、ゲームの原画家である。東京都出身。

## 経歴・人物
初めは普通に大学を卒業し普通の会社に就職したが、ゲーム制作への情熱が捨てきれず、会社を退職し独学でCGを勉強した後グラフィッカーとしてとあるゲーム会社に就職。1年くらい後に制作チームが解散、ちぇりーそふとを立ち上げ代表に就任し、同社の全作品の原画を担当した。2004年に同社は解散、企画、及びシナリオを共に担当したちゅんくとコンビを組み、漫画・イラストの同人サークル『Teamうさうさ』（チーム-）で同人作家として活動する傍らフリーのイラストレーター・原画家として活動、現在に至る。
明瞭にアダルトゲームのクリエイターを志望して業界入り。メインの仕事が原画家というのはたまたま結成したとき他に描き手がいなかったということに起因する。

## 画風
独学で絵を覚えただけあって他の多くの原画家を手本にしていると語る。差しあたって挙げているのは山本和枝・CARNELIAN・みつみ美里など。横田守・七尾奈留・西又葵からサインをもらって部屋に大事に飾っている。うち西又葵とは合同同人誌を出したこともあり、2007年にはLimeで社員原画家の奈月ここ・羽純りおを飛び越して同ブランドの旗揚げ作『ノストラダムスに聞いてみろ♪』の原画に起用されている。
顔は繊細で儚げな雰囲気が出るように工夫している。お姉さんキャラや幼女キャラといった年齢に幅のあるキャラクター、男性キャラクターは苦手。

## 作品

### ゲーム
ちぇりーそふとのものはちぇりーそふとの項参照。
- ノストラダムスに聞いてみろ♪（Lime）
- Maximum Magic（Lime）

### 小説
美少女文庫（フランス書院）
- 銀盤プリンセス 生意気なMドレイ（わかつきひかる・著、2004年8月）
- 歌劇団プリンセス ふたりは一緒!（わかつきひかる・著、2005年2月）
- テニス部プリンセス わがままな恋ドレイ（わかつきひかる・著、2006年2月）
- お嬢様×お嬢様 ふたりは恋ドレイ!?（わかつきひかる・著、2007年7月）
- ナイショの生徒会長 放課後はキミの下着モデル♥（わかつきひかる・著、2008年3月）
- 戦国♥恋姫（七海ユウリ・著、2008年5月）
- 姫宮三姉妹が看護してあげる♥（河里一伸・著、2008年11月）
- ツンマゾ!ツンなお嬢様は、実はM（葉原鉄・著、2009年4月）
- ツンマゾ!!武闘派生徒会長だってM（葉原鉄・著、2010年3月）
- ツンマゾ!!!M姫様の載冠（葉原鉄・著、2010年6月）

G-typeNOVELS（コアマガジン）
- CRAVE×10（森野一角・著、2003年2月）
- Kyrie（森野一角・著、2004年6月）
- 下級生2 〜七瀬SECRET TRACK〜（森野一角・著、2006年6月）

キルタイムコミュニケーション
- ムチむちメイド姫織（岡下誠・著、2004年10月）※二次元ドリーム文庫
- ノストラダムスに聞いてみろ♪ 秋葉穂ノ香の約束（神楽陽子・著、2008年7月）※二次元ゲームノベルズ

### その他
キルタイムコミュニケーション
- 二次元ドリームマガジン Vol.24（2005年8月）※表紙とカラー小説
- 闘姫陵辱 Vol.11（2006年1月）※表紙のみ
- 二次元ドリームマガジンイラストレーションズ（2007年10月）※描きおろしイラスト数点

コアマガジン
- Gシスター Vol.1-Vol.8（2004年11月-2006年5月）※表紙[1]
- ○学○年生キャッスル！（G-type、2007-2008年）※キャラクターデザイン、イラスト